# Guardia corsa papale
La fondazione ufficiale della Guardia còrsa papale o anche, più semplicemente, Guardia còrsa, risale al 1603, anno in cui papa Clemente VIII arruolò in Corsica 600 fanti i quali formarono un corpo militare composto esclusivamente da còrsi con funzioni di guardia del pontefice e di milizia urbana. Tuttavia, prima di ciò diverse milizie mercenarie còrse erano state arruolate dai papi sin dalla seconda metà del quindicesimo secolo.

## Storia

### La comunità còrsa di Roma

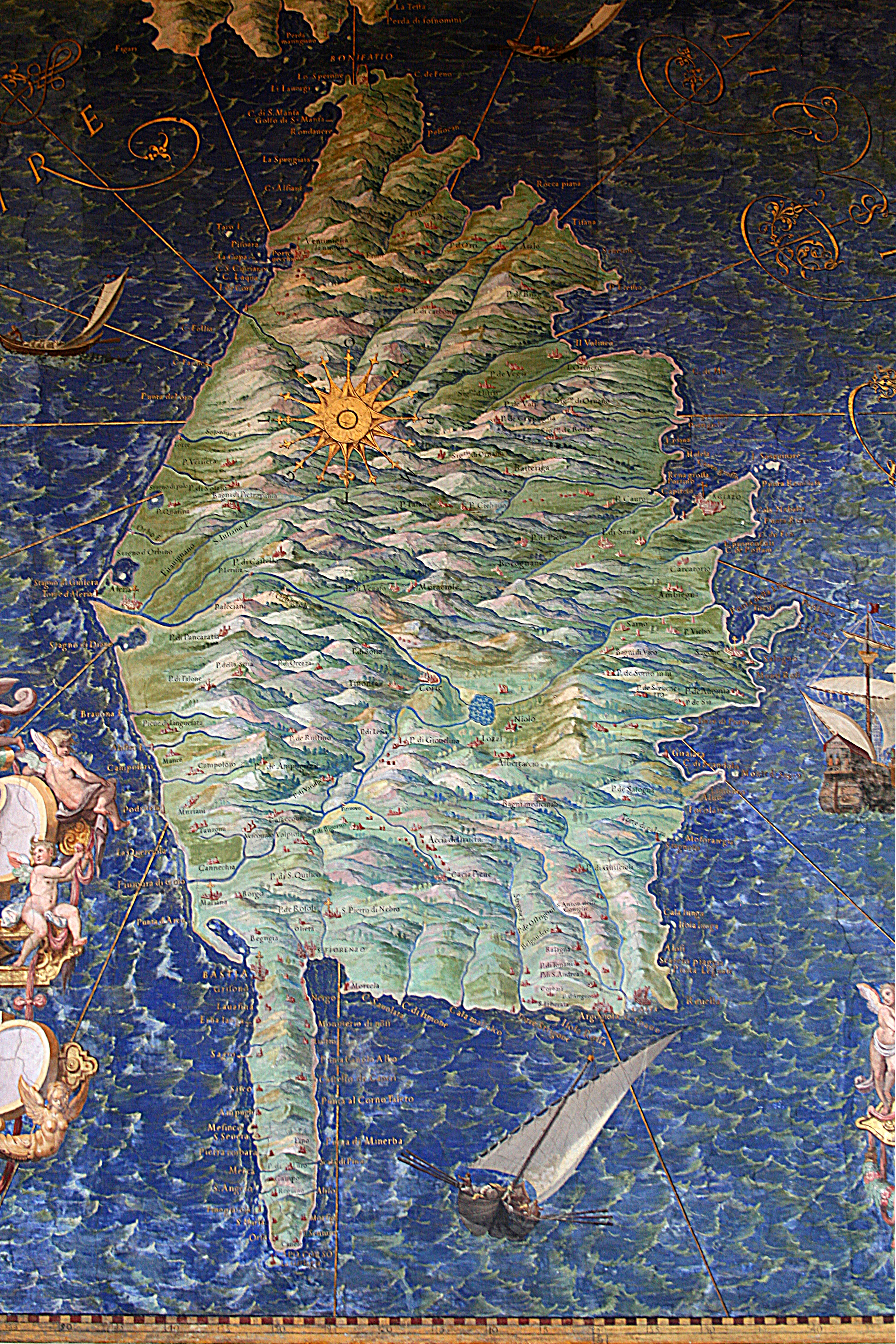
Carta della Corsica (1580–83) di Ignazio Danti nella Galleria delle carte geografiche in Vaticano

Sin dal IX secolo, ai tempi di Leone IV, è attestata la presenza di una colonia còrsa a Porto, presso l'odierna Fiumicino, mentre nello stesso periodo esisteva un convento di monache còrse lungo la via Appia. Tuttavia, un'emigrazione còrsa più massiccia verso Roma cominciò lentamente nel XV secolo: in un primo tempo i còrsi si sparsero per tutti i rioni, poi dall'inizio del Cinquecento si concentrarono sull'isola Tiberina e in Trastevere, dove la chiesa di San Crisogono fu "titolo nazionale" e basilica cimiteriale dei còrsi.
Originariamente i còrsi potevano trovare in città e nei dintorni solo lavori umili, soprattutto nel campo della pastorizia e del commercio del vino (i vini dell'isola erano molto ricercati in quel periodo). A causa di ciò, ancora durante il XV secolo, i còrsi ebbero grandi difficoltà ad integrarsi nella società romana, dove le reali possibilità di avanzamento sociale erano solo tre: una carriera come uomini di chiesa, oppure come servitori nei palazzi Vaticani, o come soldati al servizio del Papa o di qualche barone romano.
Questa situazione, insieme con il loro carattere aggressivo, spinse molti di loro verso il crimine. Molti còrsi erano attivi come ladri e briganti, sia in città e nella campagna romana. Anche se i còrsi non erano di certo il più turbolento gruppo di immigrati in città, la fama acquisita in questo modo fu così cattiva che i papi emisero molte leggi contro di loro: tra queste, il decreto emesso nel 1475 da Papa Sisto IV che vietava ai còrsi di stabilirsi in città a meno che non fossero in grado di pagare una cauzione di duecento ducati ciascuno e avessero promesso esplicitamente e in anticipo di non portare le armi, oppure quello emesso nel 1500, che ordinava l'espulsione di tutti i còrsi da Roma e dallo Stato Pontificio.
In pratica, tuttavia, tutti questi decreti rimasero lettera morta, e il loro unico effetto fu quello di aumentare la coesione fra i còrsi di Roma, i quali iniziarono un riuscito cammino di integrazione della loro comunità nella società romana del sedicesimo secolo. Nell'Italia del Rinascimento, i còrsi avevano la reputazione di essere uomini coraggiosi: nella Galleria delle Carte Geografiche in Vaticano, affrescata tra il 1580 e il 1583, il cartografo italiano Ignazio Danti scrisse nel cartiglio relativo alla carta dell'isola: "La Corsica ha ricevuto quattro grandi doni dalla natura: i suoi cavalli, i suoi cani, i suoi uomini orgogliosi e coraggiosi ed i suoi vini, generosissimi, che i principi tengono in altissima considerazione!". Non fu quindi difficile per i còrsi trovare impiego come soldati al servizio dei papi, raggiungendo spesso il rango di ufficiale e un elevato status sociale.

### Origine e formazione della Guardia còrsa

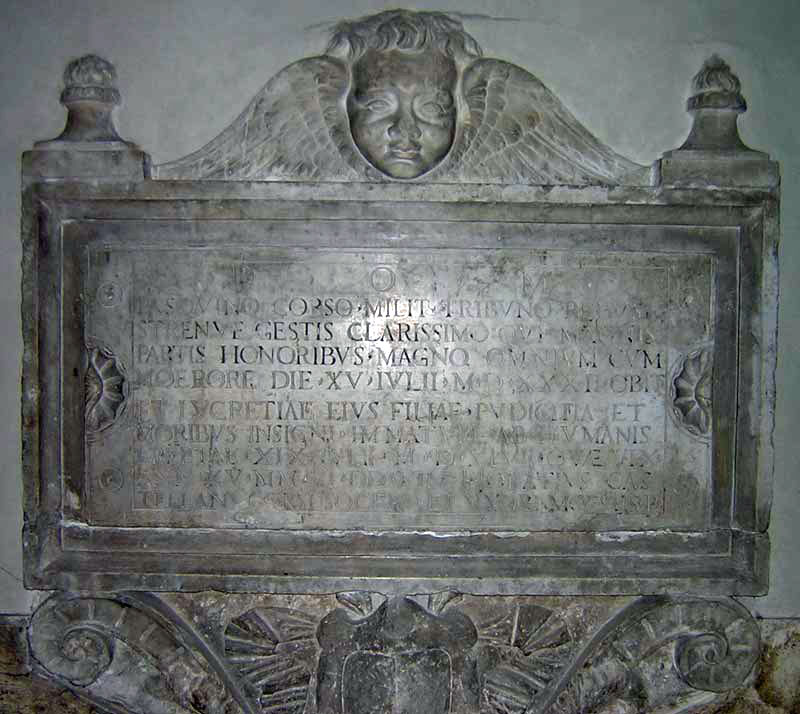
Monumento funerario a Pasquino Corso, colonnello della milizia còrsa, nella Basilica di San Crisogono a Roma.

I mercenari còrsi formarono il nucleo di una milizia còrsa la quale, pertanto, precedette l'istituzione nel 1506 della più famosa e tuttora esistente Guardia Svizzera. Tra il 1468 e il 1471, quattro compagnie di cavalleria pesante composta da cavalieri còrsi furono arruolate dal Papa. Durante i regni dei Papi Alessandro VI (r. 1493-1503) e Giulio II (r. 1503-1513) queste compagnie furono rinforzate. Nel 1528, dopo la rotta del maresciallo Lautrec a Napoli, i resti dell'esercito francese si trasferirono a nord attraversando lo Stato Pontificio. Tra di loro c'erano bande di còrsi forti di 3.000 uomini al servizio della Francia. Seicento di loro si fermarono a Roma, e lì presero servizio sotto Clemente VII (r. 1523-1534).
Tra queste truppe erano le Compagnie di Ventura dei Condottieri Sampiero Corso e Raffaello Corso. Nel 1543, i membri della milizia còrsa con dimora in Trastevere chiesero al Papa il permesso di stabilire l'Arciconfraternita del Carmine, con sede a San Crisogono e ancora esistente fino ad oggi. Nel 1603 papa Clemente VIII (r. 1592-1605) arruolò in Corsica seicento fanti. Tale atto segna l'inizio ufficiale della Guardia còrsa. I soldati erano acquartierati nel rione Regola, nei pressi della chiesa della Santissima Trinità dei Pellegrini, non lontano da Ponte Sisto, e in rione Ponte, in Vicolo dei soldati, che deve il suo nome a un'altra caserma occupata da soldati còrsi.
Un altro luogo frequentato da soldati era Vicolo dell'Armata, anche nella Regola, una corta stradina che collega Via Giulia con la riva del Tevere, dove esisteva una locanda, l'Osteria dell'Armata, così chiamata perché era frequentata da soldati còrsi appartenenti alla guardia del Papa. Secondo il diplomatico Fulvio Testi, la Guardia còrsa venne rafforzata nel 1637 quando, a causa di un aumento della criminalità in città, vennero arruolati quattrocento soldati. Tuttavia, secondo Testi il loro arrivo non migliorò la situazione. I còrsi erano famigerati a Roma per la loro tendenza a partecipare a scontri e risse, e i soldati della guardia non facevano eccezione. Sotto il regno di Urbano VIII, il 21 aprile 1642, lunedì di Pasqua, scoppiò una rissa tra soldati còrsi e un gruppo di corazze, un altro corpo militare papale, composto quasi esclusivamente da uomini provenienti da Bologna, i quali erano acquartierati alla salita di Sant'Onofrio al Gianicolo.
Due còrsi morirono, e solo l'intervento del cardinal nipote Francesco Barberini, che accorse dalla vicina Basilica di San Pietro, pose fine alla lotta. Tuttavia i còrsi non si dettero per vinti, e nei giorni successivi combattimenti si svolsero in Via della Lungara, Tor di Nona e Castel Sant'Angelo. I commercianti e i negozianti di Via dei Coronari e delle stradine circostanti del rione Ponte furono costretti a barricarsi, temendo il saccheggio delle loro case e negozi. Alla fine, solo un altro intervento del Cardinal Barberini con molti soldati il 2 maggio pose fine ai combattimenti. Il giorno seguente, le forche furono innalzate presso l'ospedale di Santo Spirito, nel Borgo, e sette soldati còrsi furono impiccati. Un altro, che aveva ucciso una corazza ferita mentre un frate di Sant'Agostino la stava confessando, fu giustiziato con la mazzuola.

### La fine della Guardia còrsa

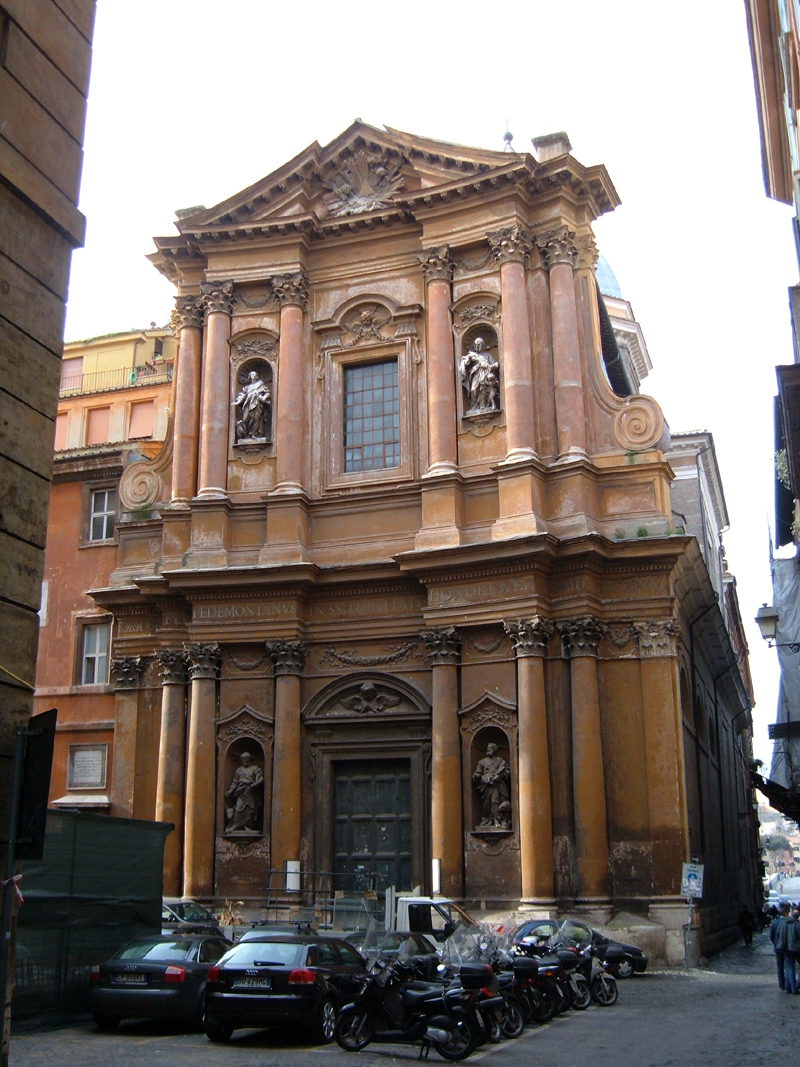
Chiesa della Trinità dei Pellegrini a Roma: nei pressi della chiesa si trovava una caserma della Guardia còrsa.

La fine della Guardia còrsa, scatenata da un incidente accaduto a Roma il 20 agosto 1662, consente di gettare uno sguardo sull'evoluzione della situazione geopolitica in Europa e sulla crescente influenza francese in Italia. Verso la metà del XVII secolo la presenza a Roma di numerose rappresentanze diplomatiche degli stati europei aveva finito per creare una situazione paradossale, in quanto le maggiori potenze - attraverso un'estensione eccessiva del concetto di extraterritorialità, la cosiddetta "libertà di quartiere" - avevano in certi casi munito le loro ambasciate di vere e proprie guarnigioni militari (che si sentivano libere di girare armate per le strade della città) e condotto alla trasformazione di intere zone del centro cittadino in zone franche, dove delinquenti e assassini di ogni risma trovavano rifugio e impunità.
Papa Alessandro VII cercò di porre rimedio a tali eccessi e fu presto accontentato in tal senso tanto dalla Spagna, quanto dall'Impero. Luigi XIV di Francia, al contrario, inviò a Roma suo cugino Carlo III, duca di Créquy, come ambasciatore straordinario con una scorta militare rafforzata, per provocare la curia romana e la famiglia del papa. Il comandante della Guardia, Don Mario Chigi, reagì ordinando a 150 soldati di pattugliare le strade di Roma. Il compito dell'ambasciatore era chiaramente quello di sabotare lo sforzo del papa di creare un'alleanza anti-ottomana. 

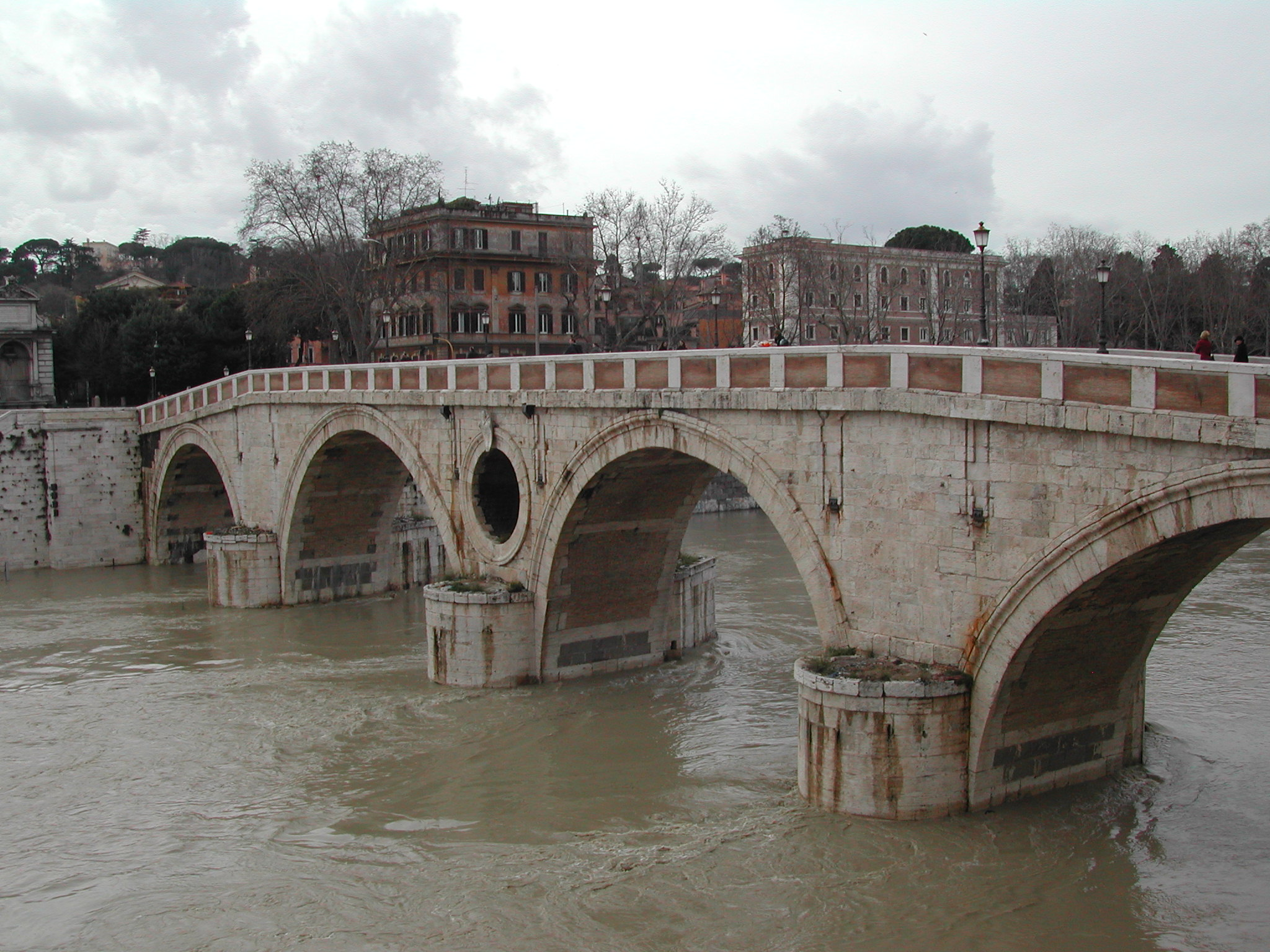
Ponte Sisto: qui il 20 agosto 1662 iniziò la rissa che ebbe come conseguenza ultima la fine della guardia Corsa.

Giunto a Roma, Créqui chiese bruscamente al Papa di estendere la libertà di quartiere ben al di là del limite di Palazzo Farnese, includendo via Giulia, che faceva parte del tragitto che i soldati còrsi dovevano percorrere ogni giorno per raggiungere le Carceri nuove (la prigione di stato) dalle loro caserme situate a Trinità dei Pellegrini. In breve tempo - e quasi inevitabilmente - i soldati francesi e quelli corsi vennero alle mani: un giorno fecero scoppiare una grave rissa presso il Ponte Sisto con i militi della Guardia còrsa che controllavano l'accesso al ponte.
L'affronto dovette essere particolarmente grave (ne erano stati segnalati molti altri sin dal 1661, ma senza gravi conseguenze), perché anche i militi a riposo nella caserma della Guardia alla Trinità dei Pellegrini, presso Palazzo Spada, accorsero ad assediare il vicino Palazzo Farnese, sede dell'ambasciatore francese, pretendendo la consegna dei militi francesi responsabili dello scontro. Ne seguì una sparatoria, innescata dal casuale ritorno a Palazzo Farnese, sotto nutrita scorta militare francese, della moglie dell'ambasciatore. Un paggio della signora di Créqui rimase mortalmente ferito e Luigi XIV ne approfittò per trarne pretesto per portare ai massimi livelli lo scontro con la Santa Sede, già avviato sotto il governo del cardinale Mazarino.

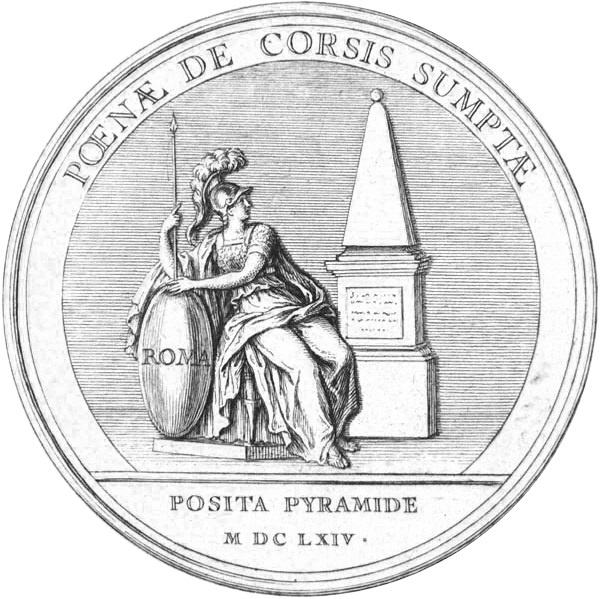
Incisione rappresentante una medaglia coniata sotto Luigi XIV per commemorare lo scioglimento della Guardia còrsa.

Il papa e il Governatore di Roma, il cardinale Lorenzo Imperiali, riconosciuta subito la gravità dell'incidente, e congedati immediatamente i còrsi, nominarono una commissione per decidere l'importo dell'indennità per la Francia. Tuttavia, il duca di Créquy rifiutò qualsiasi sistemazione extragiudiziale e il 1º settembre lasciò Roma per la Toscana, accompagnato dai cardinali favorevoli alla Francia. La reazione e le pretese del Re di Francia nei confronti del Papa diedero la misura della potenza, ma anche della personalità e dei metodi adottati dal monarca il quale, dopo il ritiro dell'ambasciatore da Roma, espulse il nunzio apostolico in Francia, cardinale Celio Piccolomini.
Da parte sua, il parlamento di Aix-en-Provence decise l'annessione di Avignone e del Contado Venassino alla Francia. Il re di Francia minacciò di invadere Roma se il pontefice non gli avesse presentato le sue scuse e non si fosse piegato ai suoi desideri, che comprendevano: lo scioglimento immediato della Guardia còrsa; l'emissione di un anatema contro la loro patria; l'impiccagione per rappresaglia di un certo numero di militi e la condanna al remo in galea per molti altri; la rimozione del Governatore di Roma; l'esilio del comandante della guardia, Mario Chigi, fratello del papa, e l'erezione nei pressi della caserma della Guardia di una piramide d'infamia ad imperitura maledizione dei còrsi che avevano osato sfidare l'autorità francese.
Il papa in un primo tempo oppose un rifiuto e cercò di temporeggiare, ma la concretezza della minaccia di una discesa dell'esercito francese su Roma lo fece via via cedere. La Guardia còrsa venne sciolta per sempre e alcuni militi furono impiccati, il monumento d'infamia venne eretto, il Governatore fu esiliato da Roma. Nel febbraio 1664 i territori avignonesi furono restituiti e in luglio, a Fontainebleau, il nipote del papa, Flavio Chigi, fu costretto ad umiliarsi, a intercedere per il padre Mario e a presentare le scuse di Roma al Re di Francia, che quattro anni più tardi concesse il permesso a demolire la colonna infame.
Nel corso delle trattative, Luigi XIV aveva colto l'occasione per espandere la propria influenza in Italia atteggiandosi a protettore dei principi italiani per aver costretto il Papa, sempre nel contesto delle "riparazioni" per l'incidente della Guardia corsa, a rendere Castro e Ronciglione al Duca di Parma e a indennizzare il Duca di Modena dei suoi diritti su Comacchio.